# Obsjtina Smjadovo
Obsjtina Smjadovo (bulgariska: Община Смядово) är en kommun i Bulgarien.   Den ligger i regionen Sjumen, i den östra delen av landet, 300 km öster om huvudstaden Sofia.
Obsjtina Smjadovo delas in i:
- Veselinovo
- Risj
- Jankovo
- Bjal brjag

Följande samhällen finns i Obsjtina Smjadovo:
- Smjadovo
- Yankovo

Omgivningarna runt Obsjtina Smjadovo är en mosaik av jordbruksmark och naturlig växtlighet. Runt Obsjtina Smjadovo är det ganska glesbefolkat, med 25 invånare per kvadratkilometer.